# Шури-Пиртиярви
Шури-Пиртиярви — озеро на территории Луусалмского сельского поселения Калевальского района Республики Карелии.

## Общие сведения
Площадь озера — 2,4 км², площадь водосборного бассейна — 171 км². Располагается на высоте 226,4 метров над уровнем моря.
Форма озера лопастная. Берега изрезанные, каменисто-песчаные, местами заболоченные.
Через озеро протекает река Войница, впадающая в озеро Ридалакши, которое протокой соединяется с озером Верхним Куйто.
По центру озера расположен один относительно крупный (по масштабам водоёма) остров без названия.
Озеро расположено в трёх километрах от Российско-финляндской границы.
Код объекта в государственном водном реестре — 02020000811102000004258.